# Nickerie Voetbal Stadion
Nickerie Voetbal Stadion – stadion piłkarski w Nieuw Nickerie, w Surinamie. Mieści 3400 osób.